# Campionati del mondo di atletica leggera 2023 - Salto triplo femminile
La specialità del salto triplo femminile dei campionati del mondo di atletica leggera 2023 si è svolta tra il 23 e il 25 agosto al Centro nazionale di atletica leggera di Budapest, in Ungheria.

## Podio
| Pos.    | Atleta                  | Nazionalità | Misura  |
| ------- | ----------------------- | ----------- | ------- |
| Oro     | Yulimar Rojas           | Venezuela   | 15,08 m |
| Argento | Maryna Bech-Romančuk    | Ucraina     | 15,00 m |
| Bronzo  | Leyanis Pérez Hernández | Cuba        | 14,96 m |

## Situazione pre-gara

### Record
Prima di questa competizione, il record del mondo (RM) e il record dei campionati (RC) erano i seguenti.
| Record                | Prestazione | Atleta                  | Data                            | Competizione         |
| --------------------- | ----------- | ----------------------- | ------------------------------- | -------------------- |
| Record mondiale       | 15,74 m (i) | Yulimar Rojas Venezuela | 20 marzo 2022 Belgrado, Serbia  | Mondiali indoor 2022 |
| Record dei campionati | 15,50 m     | Inesa Kravec' Ucraina   | 10 agosto 1995 Göteborg, Svezia | Mondiali 1995        |

### Campionesse in carica
Le campionesse in carica, a livello mondiale e olimpico, erano:
| Campionessa | Atleta                  | Prestazione | Data                                         | Competizione         |
| ----------- | ----------------------- | ----------- | -------------------------------------------- | -------------------- |
| Olimpico    | Yulimar Rojas Venezuela | 15,67 m     | 1º agosto 2021 Tokyo, Giappone               | Giochi olimpici 2021 |
| Mondiale    | Yulimar Rojas Venezuela | 15,47 m     | 18 luglio 2022 Eugene, Stati Uniti d'America | Mondiali 2022        |

### La stagione
Prima di questa gara, gli atleti con le migliori tre prestazioni dell'anno erano:
| Pos. | Atleta                       | Prestazione | Data                                    |
| ---- | ---------------------------- | ----------- | --------------------------------------- |
| 1    | Yulimar Rojas Venezuela      | 15,18 m     | 16 luglio 2023 Chorzów, Polonia         |
| 2    | Leyanis Pérez Hernández Cuba | 14,98 m     | 5 luglio 2023 San Salvador, El Salvador |
| 3    | Liadagmis Povea Cuba         | 14,85 m     | 5 luglio 2023 San Salvador, El Salvador |

## Risultati

### Qualificazione
La gara si è svolta il 23 agosto alle ore 19:10.
Si qualificano alla finale le atlete che raggiungono i 14,30 m (Q) o le migliori dodici (q).
| Pos | Gruppo | Atleta                  | Nazionalità | 1ª prova | 2ª prova | 3ª prova | Risultato | Note                                     |
| --- | ------ | ----------------------- | ----------- | -------- | -------- | -------- | --------- | ---------------------------------------- |
| 1   | A      | Shanieka Ricketts       | Giamaica    | 14,67 m  |          |          | 14,67 m   | Q,                                       |
| 2   | B      | Thea Lafond             | Dominica    | x        | 14,62 m  |          | 14,62 m   | Q,                                       |
| 3   | B      | Yulimar Rojas           | Venezuela   | 14,59 m  |          |          | 14,59 m   | Q                                        |
| 4   | A      | Maryna Bech-Romančuk    | Ucraina     | 14,55 m  |          |          | 14,55 m   | Q                                        |
| 5   | A      | Leyanis Pérez Hernández | Cuba        | 14,50 m  |          |          | 14,50 m   | Q                                        |
| 6   | A      | Keturah Orji            | Stati Uniti | x        | 14,33 m  |          | 14,33 m   | Q                                        |
| 7   | B      | Liadagmis Povea         | Cuba        | 14,05 m  | 14,31 m  |          | 14,31 m   | Q                                        |
| 8   | B      | Kimberly Williams       | Giamaica    | 14,30 m  |          |          | 14,30 m   | Q,                                       |
| 9   | A      | Ottavia Cestonaro       | Italia      | 13,74 m  | 14,20 m  | 13,97 m  | 14,20 m   | q,                                       |
| 10  | B      | Dariya Derkach          | Italia      | x        | 14,15 m  | 13,95 m  | 14,15 m   | q                                        |
| 11  | A      | Jasmine Moore           | Stati Uniti | 14,01 m  | 13,90 m  | 14,13 m  | 14,13 m   | q                                        |
| 12  | B      | Tori Franklin           | Stati Uniti | x        | 14,13 m  | 14,00 m  | 14,13 m   | q                                        |
| 13  | A      | María Vicente           | Spagna      | 13,72 m  | 13,57 m  | 14,13 m  | 14,13 m   |                                          |
| 14  | A      | Tuğba Danışmaz          | Turchia     | 13,86 m  | x        | 14,11 m  | 14,11 m   |                                          |
| 15  | A      | Elena Taloş             | Romania     | x        | x        | 14,06 m  | 14,06 m   | Miglior prestazione personale stagionale |
| 16  | B      | Maja Åskag              | Svezia      | 13,78 m  | 13,98 m  | 13,85 m  | 13,98 m   |                                          |
| 17  | B      | Ackelia Smith           | Giamaica    | 13,95 m  | 13,79 m  | 13,63 m  | 13,95 m   |                                          |
| 18  | A      | Kristiina Mäkelä        | Finlandia   | 13,64 m  | x        | 13,88 m  | 13,88 m   |                                          |
| 19  | A      | Rūta Kate Lasmane       | Lettonia    | x        | 13,77 m  | 13,87 m  | 13,87 m   |                                          |
| 20  | A      | Dovilė Dzindzaletaitė   | Lituania    | 13,76 m  | 13,87 m  | x        | 13,87 m   |                                          |
| 21  | B      | Adrianna Laskowska      | Polonia     | 13,69 m  | 13,66 m  | 13,51 m  | 13,69 m   |                                          |
| 22  | B      | Diana Ana Maria Ion     | Romania     | x        | 13,58 m  | 13,66 m  | 13,66 m   |                                          |
| 23  | B      | Gabriele dos Santos     | Brasile     | 13,34 m  | x        | 13,66 m  | 13,66 m   |                                          |
| 24  | A      | Sharifa Davronova       | Uzbekistan  | 13,66 m  | 13,17 m  | 13,22 m  | 13,66 m   |                                          |
| 25  | A      | Neja Filipič            | Slovenia    | 13,24 m  | 13,58 m  | 13,64 m  | 13,64 m   |                                          |
| 26  | A      | Kira Wittmann           | Germania    | x        | 13,64 m  | x        | 13,64 m   |                                          |
| 26  | A      | Mariko Morimoto         | Giappone    | x        | x        | 13,64 m  | 13,64 m   |                                          |
| 28  | B      | Eva Pepelnak            | Slovenia    | 13,29 m  | 13,47 m  | 13,60 m  | 13,60 m   |                                          |
| 29  | B      | Charisma Taylor         | Bahamas     | 13,37 m  | 12,17 m  | 13,51 m  | 13,51 m   |                                          |
| 30  | B      | Senni Salminen          | Finlandia   | 12,67 m  | 13,26 m  | 13,50 m  | 13,50 m   |                                          |
| 31  | B      | Véronique Kossenda Rey  | Camerun     | 13,21 m  | 13,39 m  | 13,20 m  | 13,39 m   |                                          |
| 32  | A      | Mariya Siney            | Ucraina     | x        | 13,38 m  | 13,09 m  | 13,38 m   |                                          |
| 33  | B      | Aina Grikšaitė          | Lituania    | X        | 13,31 m  | 13,36 m  | 13,36 m   |                                          |
| 34  | B      | Maoko Takashima         | Giappone    | 13,34 m  | x        | 13,25 m  | 13,34 m   |                                          |
| 35  | A      | Sangoné Kandji          | Senegal     | 12,58 m  | 12,57 m  | 12,82 m  | 12,82 m   |                                          |
| 36  | B      | Beatrix Szabó           | Ungheria    | 12,68 m  | 12,79 m  | 12,61 m  | 12,79 m   |                                          |

### Finale
La gara si è svolta il 25 agosto a partire dalle ore 19:38.
| Pos     | Atleta                  | Nazionalità | 1ª prova | 2ª prova | 3ª prova | 4ª prova | 5ª prova | 6ª prova | Risultato | Note                                     |
| ------- | ----------------------- | ----------- | -------- | -------- | -------- | -------- | -------- | -------- | --------- | ---------------------------------------- |
| Oro     | Yulimar Rojas           | Venezuela   | x        | 14,33 m  | 14,26 m  | x        | x        | 15,08 m  | 15,08 m   |                                          |
| Argento | Maryna Bech-Romančuk    | Ucraina     | 15,00 m  | 14,81 m  | 14,66 m  | x        | 14,87 m  | x        | 15,00 m   | Miglior prestazione personale stagionale |
| Bronzo  | Leyanis Pérez Hernández | Cuba        | 14,96 m  | x        | 14,70 m  | 14,82 m  | 14,90 m  | 14,83 m  | 14,96 m   |                                          |
| 4       | Shanieka Ricketts       | Giamaica    | 14,84 m  | 14,87 m  | 14,79 m  | 14,73 m  | 11,69 m  | 14,93 m  | 14,93 m   | Miglior prestazione personale stagionale |
| 5       | Thea Lafond             | Dominica    | 14,71 m  | 14,49 m  | 14,57 m  | x        | 14,90 m  | 14,42 m  | 14,90 m   | Record nazionale                         |
| 6       | Liadagmis Povea         | Cuba        | 14,23 m  | 14,52 m  | 14,55 m  | 14,87 m  | 14,71 m  | 14,86 m  | 14,87 m   | Miglior prestazione personale stagionale |
| 7       | Kimberly Williams       | Giamaica    | 14,04 m  | 14,08 m  | 14,38 m  | 13,60 m  | 14,25 m  | 13,89 m  | 14,38 m   | Miglior prestazione personale stagionale |
| 8       | Dariya Derkach          | Italia      | 14,36 m  | x        | x        | x        | x        | x        | 14,36 m   | Miglior prestazione personale stagionale |
| 9       | Keturah Orji            | Stati Uniti | 14,33 m  | x        | x        |          |          |          | 14,33 m   |                                          |
| 10      | Ottavia Cestonaro       | Italia      | 14,05 m  | x        | 13,69 m  |          |          |          | 14,05 m   |                                          |
| 11      | Jasmine Moore           | Stati Uniti | x        | x        | 13,51 m  |          |          |          | 13,51 m   |                                          |
| 12      | Tori Franklin           | Stati Uniti |          |          |          |          |          |          | dns       |                                          |